# Жуковская, Наталия Львовна
Ната́лия Льво́вна Жуко́вская (род. 24 февраля 1939) — советский и российский историк. Доктор исторических наук (1990), профессор (1998), заведующая Центром азиатских и тихоокеанских исследований Института этнологии и антропологии РАН. Один из авторов «Атеистического словаря», двухтомной энциклопедии «Культурология. XX век» и «Большой Российской энциклопедии».

## Биография
В 1961 году окончила исторического факультета МГУ имени М. В. Ломоносова по кафедре этнографии. В том же году поступила на работу в Институт этнографии имени Н. Н. Миклухо-Маклая АН СССР.
В 1971 году в Институте имени Н. Н. Миклухо-Маклая АН СССР защитила диссертацию на соискание учёной степени кандидата исторических наук по теме «Ламаизм и ранние формы религии».
В 1990 году в Институте имени Н. Н. Миклухо-Маклая АН СССР защитила диссертацию на соискание учёной степени доктора исторических наук по теме «Основные категории традиционной культуры монголов» (специальность 07.00.07 — этнография).
В 1996 году стала заведующей Отделом азиатских и тихоокеанских исследований ИЭА РАН.
В 1998 году присвоено учёное звание профессора.
Член редакционного совета журнала «Восточная коллекция».
Автор более 250 научных и научно-популярных работ.

## Награды и премии
- Заслуженный деятель науки Республики Калмыкия (1999)
- Заслуженный деятель науки Республики Бурятия (2003)
- Лауреат Государственной премии Республики Бурятия по науке и технике (2003)
- Почётный доктор исторических наук Института истории Академии наук Монголии (2007)
- Кавалер-дама ордена Полярной звезды (2011)
- Медаль ордена «За заслуги перед Отечеством» II степени (28 февраля 2023) — за заслуги в научной деятельности и многолетнюю добросовестную работу[3]
- Почётная грамота Российской академии наук (27 апреля 2023) — за плодотворный труд на благо российской науки, значительный вклад в исследование этнической и социальной истории, культуры народов мира и ранних этапов происхождения человечества, за выдающийся вклад в развитие мировой этнологии и антропологии и в связи с 90-летием основания федерального государственного бюджетного учреждения науки Ордена Дружбы народов Института этнологии и антропологии им. Н.Н. Миклухо-Маклая Российской академии наук

## Семья
Муж — член-корр. РАН Арутюнов, Сергей Александрович.

## Научные труды

### Монографии
- Жуковская Н. Л. Ламаизм и ранние формы религии. М.: Наука: ГРВЛ, 1977, 199 с. (переведена на сербский язык — Белград, 1986, 188 с.).
- Жуковская Н. Л., Арутюнов С. А. Святые реликвии: миф и действительность. М.: Политиздат, 1987. 119 с.
- Жуковская Н. Л. Категории и символика традиционной культуры монголов. М.: Наука: ГРВЛ, 1988, 196 с. (переведена на немецкий язык — Берлин, 1996, 185 с.)
- Судьба кочевой культуры. Рассказы о Монголии и монголах. М.: Восточная литература, 1990. 112 с.
- Жуковская Н. Л., Мокшин Н. Ф. От Карелии до Урала. Книга для чтения. М.: Флинта, Наука, 1998. 320 с.
- Жуковская Н. Л. Мир традиционной монгольской культуры. USA; Lewinston, Queenston: The Edwin Mellen Press, 2000. 305 с.
- Жуковская Н. Л. Кочевники Монголии: Культура. Традиции. Символика. Учебное пособие. М.: Восточная литература, 2002. 248 с. (вышла в переводе на монгольский: Нүүдэлчин монголчууд: Соёл, уламжлал, бэлгэдэл. Улаанбаатар, 2011, 201 с.)
- Жуковская Н. Л. О буддизме и буддистах. Статьи разных лет: 1969—2011. — М.: Ориенталия. 2013. — 476 с.
- Жуковская Н. Л. Монголия: Мир кочевой культуры. — М.: ИНФРА-М РИОР, 2014. — 240 с.

### Составление, научная редакция
на русском языке
- Историко-культурный атлас Бурятии. М.: ДИК, 2001, 2-е издание 2002
- Религия в истории и культуре монголоязычных народов России. — М.: Восточная литература, 2008. 320 с.
- Кроль М. А. Страницы моей жизни (мемуары). — М. — Иерусалим: Гешарим / Мосты культуры, 2008. 734 с. (подготовка к изданию, предисловие, аннотированный указатель и комментарий)
- Калмыки (Серия Народы и культуры) М.: Наука. 2010, 568 с. (отв. редактор, автор введения).
- Священные тексты религий мира в 5 томах. Т.2. Дхаммапада и другие тексты буддизма. Хрестоматия. М.: ИМПЭТО, 2011, 74 с. (в соавторстве с Е. Э. Горбуновой).

на других языках
- Buddhism in Russia. Moscow: ROSIZO, 2011, 216 c. (отв.ред.автор вводной статьи).

### Статьи
- Жуковская Н. Л. Современный ламаизм (На материалах Бурятской АССР) // Вопросы научного атеизма. Вып. 7 / Редкол. А. Ф. Окулов (отв. ред.); Акад. обществ. наук ЦК КПСС. Ин-т научного атеизма. — М.: Мысль, 1969. — С. 221—242. — 471 с. — 17 000 экз.
- Жуковская Н. Л. Монгольский мир: личность в контексте истории и традиции // Личность в калейдоскопе культур: Коллективная монография / под общ. ред. Н.Л. Жуковской. — СПб.: Нестор-История, 2019. — С. 222—265. — 416 с. — 300 экз.
- Жуковская Н. Л. Эсхатология Архивная копия от 13 декабря 2017 на Wayback Machine // Культурология. XX век: Энциклопедия. Т. 2: М-Я / Гл. ред., сост. С. Я. Левит. — СПб.: Университетская книга, 1998. — 447 с. ISBN 5-7914-0029-2
- Сойоты / Жуковская Н. Л. // Сен-Жерменский мир 1679 — Социальное обеспечение. — М. : Большая российская энциклопедия, 2015. — С. 628. — (Большая российская энциклопедия : [в 35 т.] / гл. ред. Ю. С. Осипов ; 2004—2017, т. 30). — ISBN 978-5-85270-367-5.